# 施瓦本山

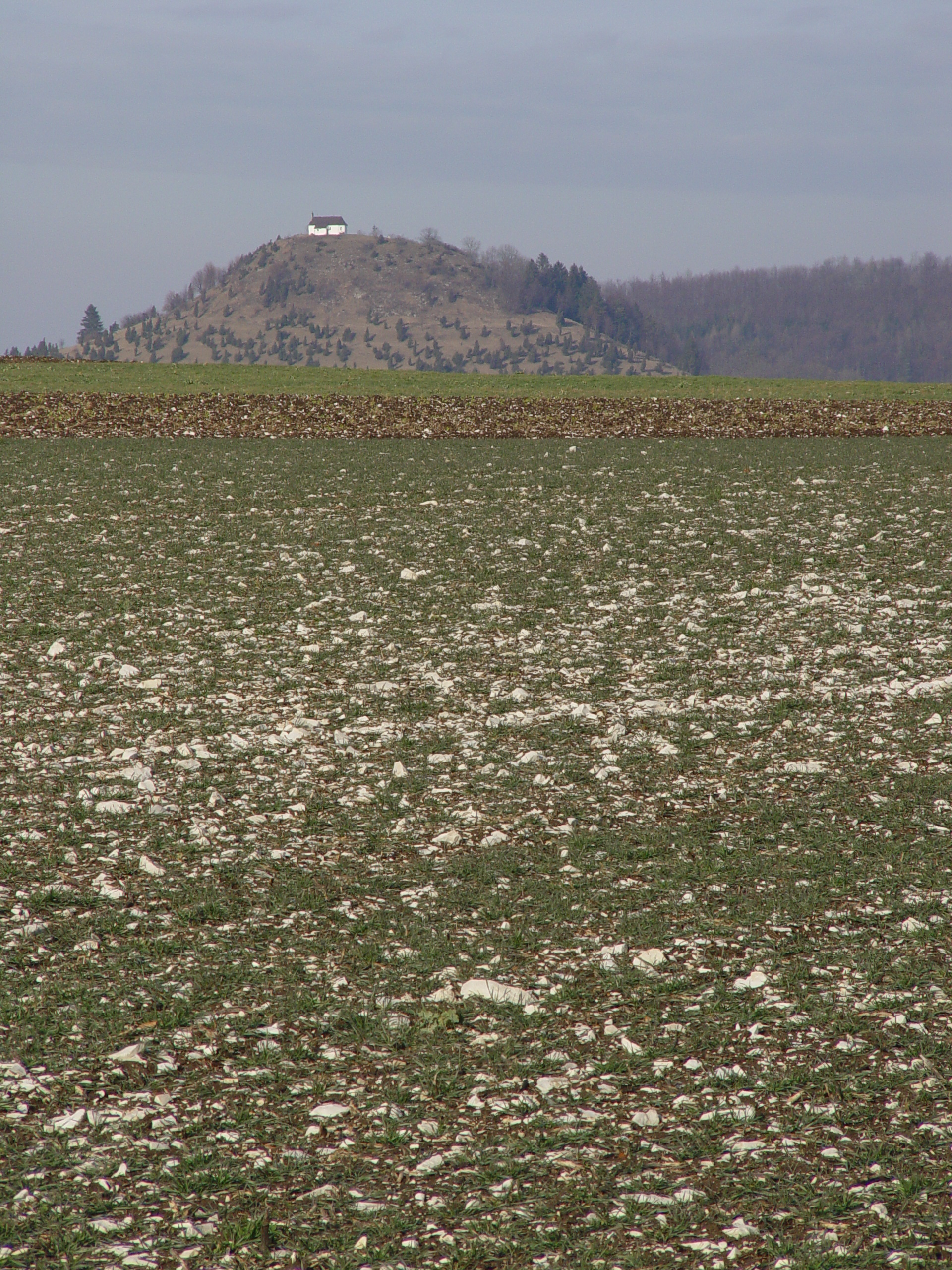
典型的施瓦本山風景

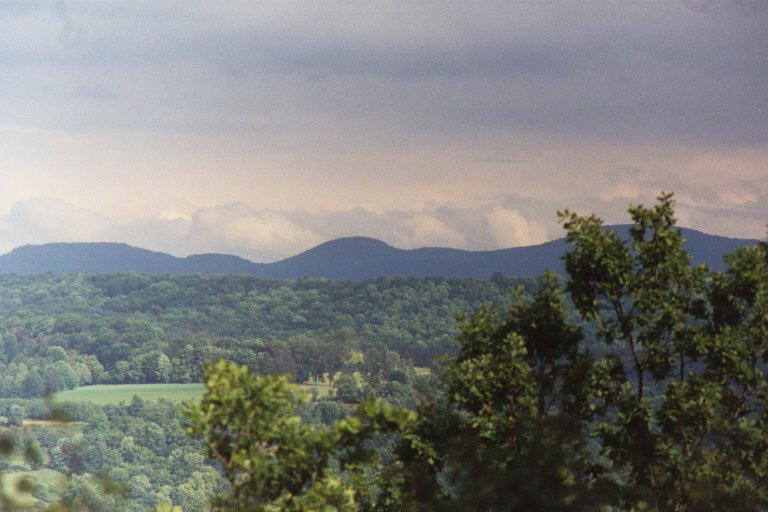
施瓦本山

48°18′N 9°21′E / 48.3°N 9.35°E
施瓦本山（發音：[ˈʃvɛːbɪʃə ˈʔalp] ⓘ，早先又称 [ˈʃvɛːbɪʃɐ ˈjuːʁa] ⓘ 或 ）是德國巴登-符騰堡州的山脈，長220公里、寬40至70公里，東南面以多瑙河為界，西北面是內卡河，最高點海拔高度1,015米。

## 外部連結
- Swabian Alb website （页面存档备份，存于）
- List of caves and other sites （页面存档备份，存于）
- Hohenzollern Castle （页面存档备份，存于）
- Museum at the Roman villa rustica near Hechingen-Stein